# Obor
Obor is een wijk van de Roemeense hoofdstad Boekarest en de naam van een markt in deze wijk. De wijk Colentina grenst aan Obor.
In Obor werd in vroeger tijden tweemaal per week de "Târgul Moșilor" gehouden, een marktfestijn dat bekend was in heel Walachije. In de 18e eeuw was Obor ook de plek waar misdadigers opgehangen werden.
De Obor-markt is de grootste markt van Boekarest en bevindt zich deels in de open lucht, deels in overdekte hallen. Nabij bevindt zich het Magazin Universal, een groot winkelcentrum waar diverse kleine winkeltjes gevestigd zijn. Ook zijn er in de omgeving vele straathandelaren te vinden.
In Obor bevindt zich een gelijknamig metrostation.
Districten: Sector 1 · Sector 2 · Sector 3 · Sector 4 · Sector 5 · Sector 6

Wijken: Băneasa · Berceni · Centru Civic · Colentina · Cotroceni · Crângași · Dristor · Drumul Taberei · Dudești · Ferentari · Floreasca · Giulești · Iancului · Lipscani · Militari · Obor · Olteniţei · Pantelimon · Pipera · Rahova · Tei · Titan · Văcăreşti · Vitan